# Acta Scientiarum Naturalium Universitatis Sunyatseni
Acta Scientiarum Naturalium Universitatis Sunyatseni (abreviado Acta Sci. Nat. Univ. Sunyatseni) es una revista con ilustraciones y descripciones botánicas que es editada en Cantón, China por la Universidad Sun Yat-sen desde el año 1955. También tiene el nombre de Journal of Sun Yat-Sen Univerisity (Sunyatsenia) Natural Science Edition. 